# Мериньяк (Шаранта)
Меринья́к (фр. Mérignac) — коммуна во Франции, находится в регионе Пуату — Шаранта. Департамент — Шаранта. Входит в состав кантона Жарнак. Округ коммуны — Коньяк.
Код INSEE коммуны — 16216.
Коммуна расположена приблизительно в 400 км к юго-западу от Парижа, в 105 км южнее Пуатье, в 20 км к западу от Ангулема.

## Население
Население коммуны на 2008 год составляло 700 человек.
| 1962 | 1968 | 1975 | 1982 | 1990 | 1999 | 2008 |
| ---- | ---- | ---- | ---- | ---- | ---- | ---- |
| 763  | 747  | 806  | 728  | 751  | 716  | 700  |

## Экономика
В 2007 году среди 460 человек в трудоспособном возрасте (15—64 лет) 337 были экономически активными, 123 — неактивными (показатель активности — 73,3 %, в 1999 году было 66,0 %). Из 337 активных работали 305 человек (165 мужчин и 140 женщин), безработных было 32 (16 мужчин и 16 женщин). Среди 123 неактивных 30 человек были учениками или студентами, 47 — пенсионерами, 46 были неактивными по другим причинам.

## Достопримечательности
- Приходская церковь Сен-Пьер (XII век). Исторический памятник с 1925 года[3]
- Замок Виллар-Маранж (XV век). Исторический памятник с 2007 года[4]
- Замок Мериньяк (XVI век). Памятник культурного наследия[5]
- Усадьба Лафон (XIX век). Памятник культурного наследия[6]

## Фотогалерея

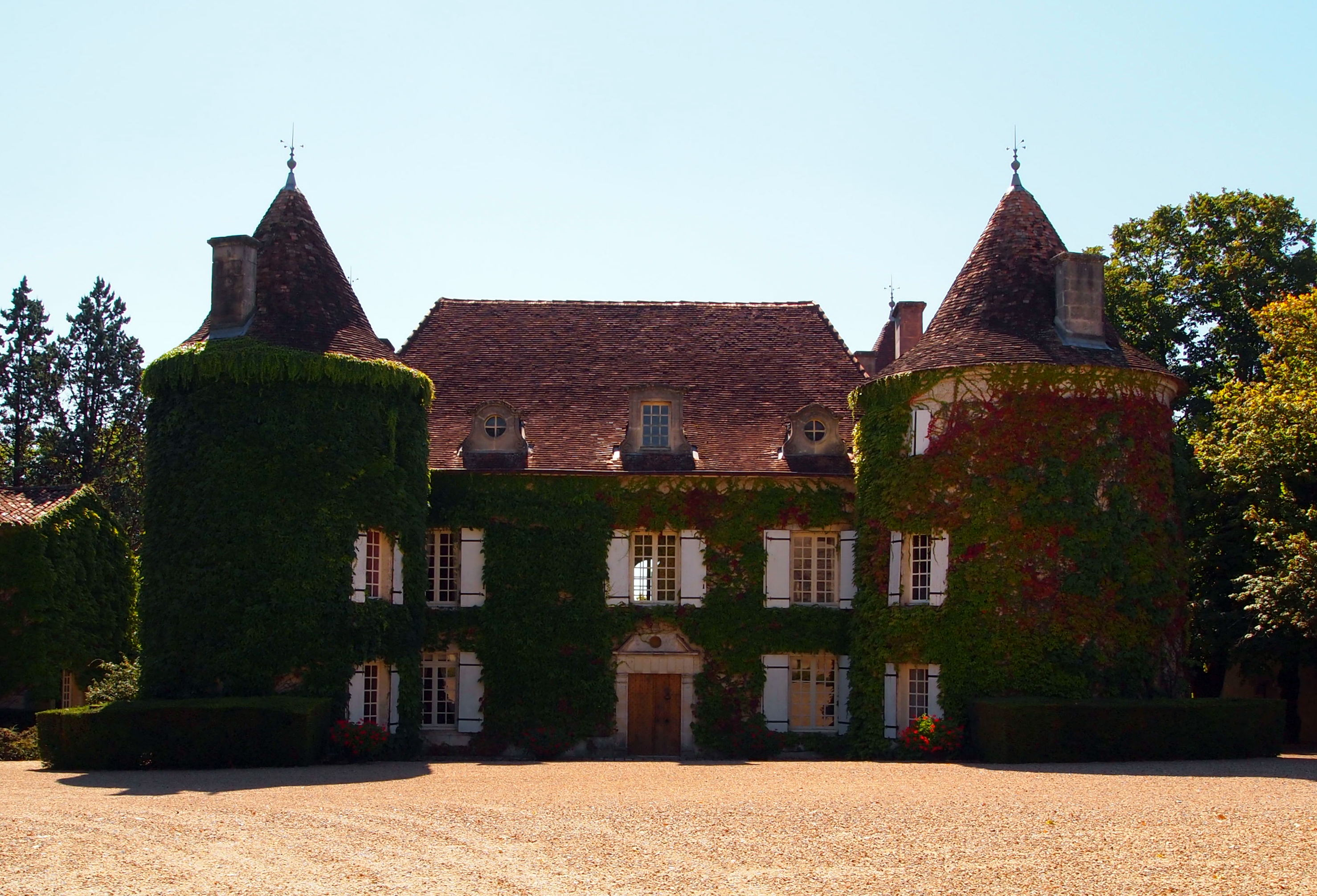
Замок Мериньяк
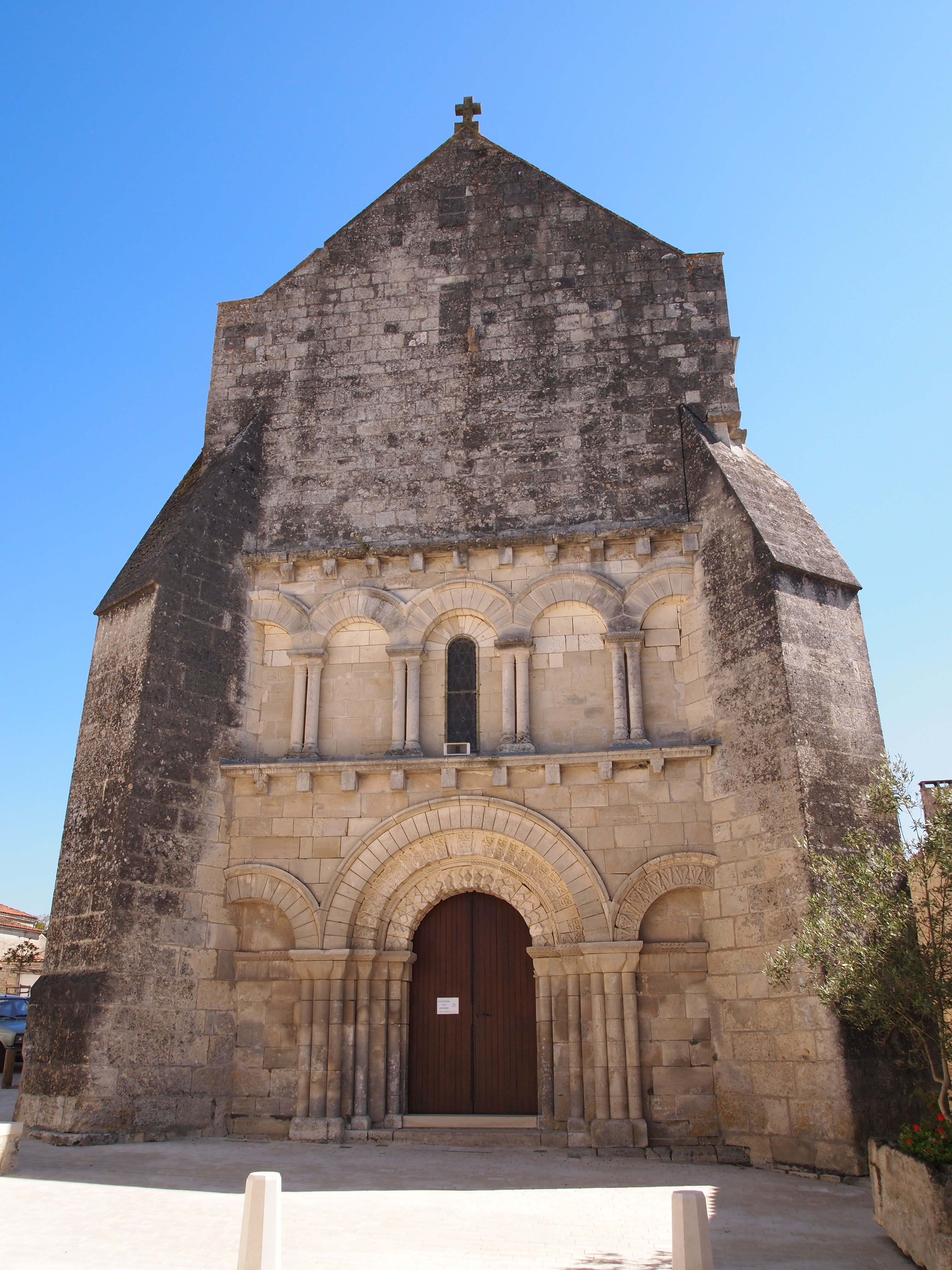
Церковь Сен-Пьер
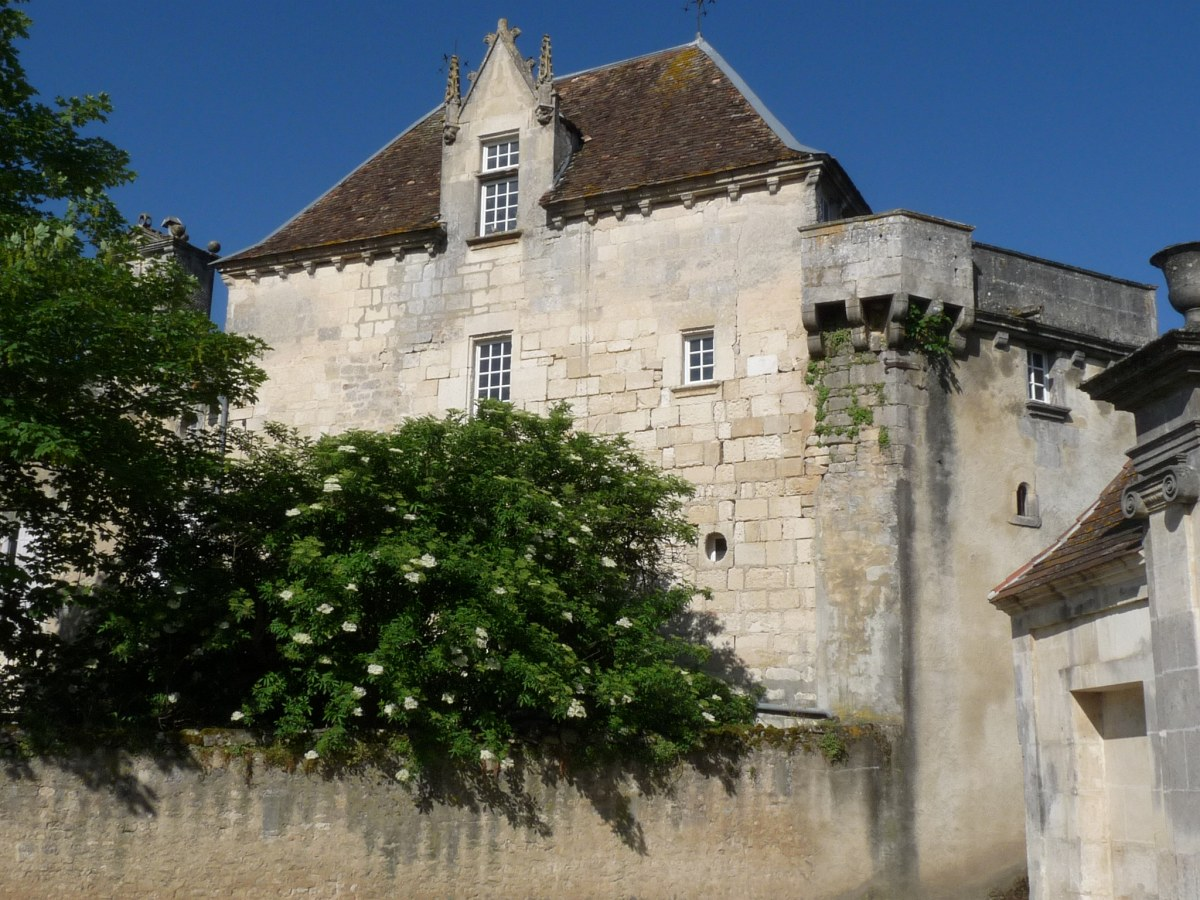
Замок Виллар-Маранж